# Um Novo Tempo (álbum de Cristina Mel)
Um Novo Tempo é o décimo sexto álbum de estúdio da cantora Cristina Mel, lançado pela gravadora Line Records em 2006.
O álbum foi indicado à categoria '"Melhor Álbum Pop"' e '"Álbum do ano"' no Troféu Talento 2007, e indicado ao Grammy Latino à categoria Melhor Álbum de Música Cristã em Língua Portuguesa, em 2007.
Este é seu último álbum inédito pela gravadora Line Records.
Foi certificado com disco de ouro pela ABPD, pelas mais de 150 mil cópias vendidas.

## Faixas
1. Um Novo Tempo (Alda Célia)
2. Alcançar Teu Coração (Wagner Carvalho e Jill Viegas)
3. Nossa Redenção (Edvaldo Novaes)
4. Só Deus Sabe (Vanilda Bordieri)
5. Meu Libertador (Wagner Carvalho e Jill Viegas)
6. Amor Sem Limites (Wagner Carvalho e Jill Viegas)
7. Confia em Deus (Fabiana Bense)
8. Voando como Águia (Josué Teodoro)
9. Você é Único (One In a Million) (Versão: Cristina Mel)
10. Presença (Silas Júnior)
11. Motivo do Meu Sorriso (Edeny)
12. Lembra (Memory) (Música: Andrew Lloyd Webber / Letra: Trevor Nunn e T. S. Eliot / Versão: Solange de César e Beno César)

## Ficha técnica
- Produtor Fonográfico: Line Records
- Produtor Musical: Wagner Carvalho
- Arranjos de Base: Wagner Carvalho e Derek
- Gravado e Mixado no WLC Studios por Wagner Carvalho
- Assistente de Estúdio: Alberto (Smili) e Marcio (Tucano)
- Masterizado por: Toney Fontes
- Fotos e Direção de Arte: Sérgio Menezes
- Projeto Gráfico: Digital Design

Músicos participantes
- Wagner Carvalho: baixo, percussão, loops, teclado, guitarra e efeitos
- Duda Andrade: guitarra e violão
- Márcio Carvalho: guitarra
- Charles: baixo
- Rick Ferreira: steel guitar
- Zé Canuto: sax
- Derek: piano, cordas e teclado
- Raquel Mello, Marco Moreno, Betania Lima, Rapha Oliveira e Rafa Brito: coro